# Michael S. Gazzaniga
Michael S. Gazzaniga és un professor universitari estatunidenc, Director del Sage Center for the Study of Mind de la Universitat de Califòrnia, Santa Bàrbara (EUA) i considerat un dels experts mundials més importants en neurociència cognitiva. En la seva distingida trajectòria ha dut a terme avenços cabdals en la comprensió del funcionament dels hemisferis cerebrals. Igualment, ha realitzat una intensa tasca de divulgació científica a través dels seus llibres i la participació en nombroses conferències i programes televisius com The Brain and the Mind. És fundador i director de reconegudes societats científiques com la Cognitive Neuroscience Society (CNS) i ha estat president de la Societat Americana de Psicologia. Igualment, és autor i editor de publicacions de referència en el camp de la neurociència cognitiva, com el seu The Cognitive Neuroscience (la quarta edició del qual va ser publicada el 2009 pel MIT). Entre les seves obres traduïdes destaquen El cerebro ético (Paidós, 2006), ¿Qué nos hace humanos? La explicación científica de nuestra singularidad como especie (Paidós, 2010) i ¿Quién manda aquí? El libre albedrío y la ciencia del cerebro (Paidós, 2012).